# 深栖笔螺
深栖笔螺（学名：Mitra abyssicola），是新腹足目笔螺科笔螺属的一种。主要分布于中国大陆，常栖息在潮下带。